# Държавно устройство на Съединените американски щати
САЩ е федерална конституционна република, изградена въз основа на принципа на разделение на властите: законодателна, изпълнителна и съдебна. Президентът на САЩ (глава на страната и на федералното правителство), Конгресът на САЩ и съдебната система са трите власти на националното управление, а отделните щати имат отделни регионални органи на управление, отново изградено въз основа на независимост на трите власти.

## Федерално държавно устройство
Формата на държавно управление – федерация от самостоятелни щати – е закрепена в конституцията на САЩ от 1787 г. С нея щатите запазват децентрализираното си управление, а държавното устройство на федерацията като цяло е силно централизирано със силна изпълнителна власт. Щатите имат териториална цялост и независимост в рамките на конституцията, но не са зависими административни единици на федерацията, а нейни самостоятелни съставни части.
Отношенията между щатите и федерацията са уредени от американската конституция и конституциите на всеки щат. Федералната конституция изброява кои функции са от изключителната компетентност на федералното правителство и кои са забранени на щатските правителства. Конституциите на щатите изброяват функциите, отстъпени на федералното правителство и запазват за щатите всички останали. Например отбраната, регулирането на валутата и външната политика могат да бъдат осъществявани само от централната власт, докато инфраструктурата, образованието и местният транспорт могат да бъдат управлявани по-добре от местните власти.
Конституцията изброява по подобен начин какво е от изключителна компетентност на федералния Конгрес: данъци, мита, акцизи, външни заеми, външна и междущатска търговия, парични знаци, поща, наука, техника, законите за натурализацията и търговската несъстоятелност, военните сили, обявяването на война и сключването на мир. На щатите се дава възможност да налагат данъци и мита, да имат милиция и флот, но само с разрешение на Конгреса и под контрола на федералното правителство.
Характерно за американската федерация е, че тя има своя територия – федерален окръг Колумбия, припокриващ се с територията на столицата Вашингтон. Той е образуван от отстъпена територия от щатите Мериленд и Вирджиния и се подчинява на федералното правителство така, както щатите се подчиняват на своето щатско правителство.

### Законодателна власт
Висш орган на законодателната власт е двукамарният Конгрес на САЩ.
- Камара на представителите на САЩ – долна камара
- Сенат на САЩ – горна камара

Всеки щат от състава на САЩ има по двама представители (сенатори) в Сената. Броят на щатските представители в Камарата на представителите се определя на всеки 10 години, в зависимост от броя на населението на всеки щат. Всеки щат има най-малко 1 представител, независимо от броя на населението си.
Сенаторите се избират за срок от 6 години, а представителите – за срок от 2 години. Няма ограничения за броя на преизбиранията. Още в първото заседание сенаторите се разделят по жребий на три групи, като на всеки две години едната група се подновява по реда на избирането, така че всяка втора година има обновление. Цензът е навършени 30 години и поне 9 години поданство. Сенаторите са напълно свободни да говорят и гласуват по съвест и затова се смята, че представляват народа на щата, а не неговото правителство.
Депутатите от Камарата на представителите се избират направо от народа за двегодишен мандат без периодично обновяване. Цензът е навършени 25 години и поне 7 години поданство. Както и сенаторите, те трябва да бъдат жители на щата, от който са избрани.
Изборите за депутати стават през ноември, а мандатът започва да тече от 4 март. Тъй като редовната сесия на Конгреса започва от първия понеделник на декември, оттогава до 4 март заседава и решава старият Конгрес, когато вече е избран съставът на новия.
Двете камари са равни, но в някои отношения например по финансови въпроси, Камарата на представителите има първенство. Законодателната инициатива принадлежи само на народните представители (министрите и президентът нямат такава) и всеки член на Конгреса има право да внася законопроекти само от свое име. Изпълнителната власт, и особено президентът, могат да се обръщат към Конгреса с предложения или пожелания за създаването на нови закони. Популярни са президентските обръщения „за състоянието на съюза“, отправяни към Конгреса през януари. Те са с голямо политическо значение, но не са задължителни за Конгреса: той може да ги възприеме, да ги видоизмени или да не ги вземе предвид.
В САЩ не може да се говори за парламентарен контрол в европейския смисъл. Министрите не са членове на Конгреса и не могат да бъдат пряко контролирани. Те отговарят пред закона, а не пред парламента, и ако го нарушат, се подлагат на държавно обвинение (импийчмънт), при което обвинението се повдига от Камарата на представителите, а Сенатът отсъжда.
За работата на Конгреса голяма роля играят парламентарните комисии и председателят на Камарата на представителите (Спикер, на английски: Speaker). Постоянните комисии имат за задача да проучват законопроектите и да подготвят необходимите политически и технически данни, които докладват. В Камарата тези комисии се назначават от Спикера, който освен това определя дневния ред и реда на ораторите. Спикерът е един от лидерите на мнозинството и упражнява голяма власт в Камарата.
Законопроектите минават на три четения, като при последното не се допускат поправки. Те трябва да бъдат приети и от двете камари. Когато втората камара извърши поправка, той се връща в първата камара за одобрение на изменението. Ако не се постигне съгласие, се излъчват комисии от двете камари, които влизат в преговори и при непостигане на съгласие законопроектът пропада. За да стане закон, приетият законопроект трябва да бъде одобрен от президента на САЩ, който има право на отлагателно вето, което е временно – ако законопроектът бъде отново одобрен с мнозинство две трети, той става закон и влиза в сила дори без санкцията на президента.

### Изпълнителна власт
Федералното правителство на САЩ (англ. U.S. government, Federal government of the United States, Government of the United States) осъществява държавното управление на страната. Създадено е с приемането на Конституцията на САЩ и има пълномощия, указани само в нея.
Изпълнителната власт е организирана строго централизирано, като правото да назначава всички длъжностни лица във федералната администрация принадлежи на президента. Това неограничено право се обяснява с необходимостта той да има свободата да подбира подготвен и доверен персонал с оглед изпълнението на законите и правилното функциониране на обществените служби.
Президент

Конституцията на САЩ (чл. 2, ал. 1) третира условията, на които трябва да отговаря кандидатът за президент: той трябва да бъде гражданин на САЩ, роден в страната; да е навършил 35 години и да е живял в САЩ не по-малко от 14 години.
Той назначава и уволнява министрите и най-важните държавни служители, ръководи външната политика, участва в законодателството и е главнокомандващ на армията и флота. По широтата на своята власт той надминава председателите на всички републики и съперничи по права и влияние на съвременните монарси. Отговорност може да му се търси и той да бъде отстранен след процедура на импийчмънт при измяна или предателство, имотна корупция, тежко престъпление и важни простъпки по служба. Преследването се възбужда от Камарата на представителите, а съденето става от Сената.
Изборът на президент е двустепенен: всеки щат избира електори, обединени в избирателна колегия. Изборите се провеждат в първия вторник на месец ноември преди изтичането на президентския мандат. Народното гласоподаване се свежда до изпълнението на предварително начертан график: няколко месеца преди избора всяка партия свиква своя конвент (конгрес), на който присъстват делегати от партийните подразделения. Тук се избира кандидатът на партията и се определят основните насоки на предизборната борба.
Създателите на федералната конституция мечтаели да направят президента политически неутрален, но фактически той е политическо лице. Президентските избори се предшестват от няколко месечна предизборна кампания, в която се прилагат всички средства на политическа агитация.
Кабинет на президента
В САЩ няма министри и кабинет на министрите в европейския смисъл на понятието, а началници на изпълнителни департаменти („секретари“ (на английски: Secretary)), които могат да се разглеждат като министерства. Техният брой, организация и компетентност се определят не от Конституцията, а от Конгреса с обикновени закони. Шефовете на департаментите се назначават и уволняват от президента с формалното одобрение на Сената и юридически са изпълнители на неговата воля. Те не са членове на Конгреса, нито имат достъп в него.
Кабинетът на президента се състои от най-значимите длъжностни лица на държавната власт в САЩ. Към 2016 г. в него влизат вицепрезидентът и секретарите на 15-те департамента (в Министерството на правосъдието това е генералният прокурор, в Държавния департамент (Министерството на външните работи) – държавен секретар). Те се смятат за съветници и помагачи на президента.

### Съдебна власт
Според член III на Конституцията висшият съдебен орган в страната е Върховният съд на САЩ. Конгресът има право да създава и други федерални съдилища и да определя границите на тяхната юрисдикция. Федералните съдии се назначават от президента на САЩ с одобрението на Сената и служат до живот или докато подадат оставка или бъдат подложени на импийчмънт.
Върховният съд работи по специална процедура и подбира делата си. Неговите решения не подлежат на обжалване. В някои редки случаи (като дела между щатите или между федералното правителство и някой щат) той може да се произнася и като първоинстанционен съд.
Апелативните съдилища обхващат определени региони (общо 13 за целите САЩ) и са задължени да разгледат всички насочени към тях дела от по-ниските инстанции – окръжните съдилища. В някои случаи Конгресът може да насочи апелациите към специализирани апелативни съдилища. Американските апелативни съдилища се считат за най-влиятелните в страната поради това, че практиката им касае милиони американци и установените в тях съдебни прецеденти могат да повлияят на политиките при съставянето на ново законодателство. Те служат като краен арбитър на повечето федерални дела, защото Върховният съд разглежда много малък процент от насочените към него дела.
Съдебната власт е устроена различно в различните щати. Първоинстанционните съдилища са на ниво град и община („районни съдилища“). Над тях са висшите щатски съдилища, които в някои щати наричат „окръжни“ или „участъкови, дистриктни“, които са първа инстанция за по-значителните граждански и наказателни дела и въззивна инстанция за по-долните по степен съдилища. Те са минимум по един във всеки от петдесетте щата и се наричат най-често Федерален окръжен съд, като към всеки от тях има отделен съд по несъстоятелност, така че общият им брой е 94. Във всеки щат има и „щатски върховен съд“, който съди само по въззив или по касация. В някои щати върховният съд упражнява съдебен надзор върху другите съдилища, но общо взето съдилищата не се намират в йерархична зависимост и всеки съд е напълно независим в своята област на действие. Съдиите в окръжните съдилища се избират, но невинаги пряко от народа, а понякога от парламента или от губернатора, но с одобрението на сената.
Съдебната система се основава на английското прецедентно право (общо право). Въпреки че и конституцията, и действащото законодателство (т.нар. статутно право) имат предимство над прецедентното право, съдилищата продължават да прилагат принципите на неписаното общо право, за да запълнят празнините, за които конституцията мълчи, а Конгресът не е постановил нищо.

## Щатско управление
Всеки щат има своя конституция, най-често следваща модела на федералната конституция, която определя структурата на щатското управление и постановява правата на гражданите и пълномощията на изпълнителната власт начело с губернатора (а често и на други висши длъжности като заместник-губернатор и главен прокурор на щата), законодателната власт на щата и съдилищата, включително върховен щатски съд (в някои щати те са два, по един за граждански и наказателни дела).
Законодателната власт е поверена на щатски парламенти, всички двукамарни, с изключение на Небраска, която премахва долната камара на парламента си през 1936 г. В някои щати, например Ню Йорк, по конституция има две законодателни тела и това също се счита за форма на двукамарен парламент. В 25 щата законодателният орган се нарича просто законодателно събрание (на английски: Legislature), или (на английски: State Legislature), докато в 19 щата се нарича (на английски: General Assembly). В Масачузетс и Ню Хампшър законодателният орган се нарича General Court, докато в Северна Дакота и Орегон се нарича Legislative Assembly. Народните представители се избират пряко от народа по общите правила, като сенаторите са обикновено три пъти по-малко от депутатите в долната камара, но мандатът им е двойно по-дълъг и на всеки две години половината от тях се подновяват.
Начело на всеки щат стои губернатор, който е само представител на щата, но не и негов управител. Изпълнителната власт не е изцяло в ръцете на губернатора, а е разпределена между няколко длъжностни лица, началници на основните служби, които не са в йерархична зависимост. Те не се назначават от него, а се избират пряко от народа. Висшите административни чиновници са равни помежду си и се назначават за точно определен мандат, най-често 4 или 2 години, но не повече от 6. Това са щатският секретар (на английски: Secretary of State), щатският финансов контрольор (на английски: Comptroller Auditor), щатски финансов министър (на английски: State Treasurer).
Губернаторът се избира пряко с мандат от две до четири години в различните щати. Едновременно се избира заместник-губернатор, който по право председателства Сената на щата. Губернаторът има ограничени права – може да свиква парламента на щата на извънредни сесии и то по искане на известен брой депутати или да отлага заседанията при особени случаи, може да препоръчва мерки, но няма законодателна инициатива. Има право на вето, макар и само отлагателно, има право да помилва и да опрощава глоби, но при определени условия. Той е номинален шеф на изпълнителната власт и представлява щата пред гражданите и навън. Началник е на щатската милиция и разполага с власт да потушава безредици, което не може да бъде отменено от законодателната власт, нито да бъде значително ограничавано от съдебната власт.

## Окръжно управление
Пълномощията на окръжните администрации и взаимоотношенията им с общинските власти силно варират в различните щати. В повечето окръзи седалището на администрацията е в някой от градовете, в него са разположени окръжните власти, съветите и комисиите. В по-малките окръзи съветите се избират от цялото население на окръга, а в по-големите окръзи надзорниците са представители на отделни райони или градове. Съветът определя размера на данъците, сключва заеми и разпределя средства, определя размера на възнагражденията на служителите в окръжната администрация, наблюдава изборите, строи и поддържа магистрали и мостове и ръководи федералните, щатските и окръжните социални програми.

## Градско самоуправление
Градските власти обикновено включват някаква форма на централен съвет, избиран от гражданите, и ръководител на изпълнителната власт, който управлява града с помощта на администрация. Например Вашингтон се управлява от кмет и съвет от 13 души. Има три основни вида градски власти: кмет-съвет, комисия и градски управител (мениджър), но на много места е възприета комбинация от две или три от тях.
- Формата кмет-градски съвет наподобява формата на щатските и федералните власти – избран кмет начело на изпълнителната власт и избран съвет, който осигурява представителство на отделните градски райони, с функциите на законодателна власт. Кметът назначава ръководителите на административните служби и други служители, като понякога е необходимо одобрението на съвета. Съветът приема градските наредби, определя размера на данъка върху имотите и разпределя средствата. Кметът има право на вето върху наредбите и често е натоварен с изготвянето на градския бюджет. Управлението на най-големите градове в Америка е изключително сложно. Например Ню Йорк е по-голям по население от 41 от 50-те щата, без да се отчитат разположените в него институции и бизнеси. Често се твърди, че след тази на президента, най-сложната длъжност в американската изпълнителна власт е тази на кмета на Ню Йорк.
- Комисията е съставена от трима или повече члена, избрани от жителите на града. Всеки член на комисията контролира работата на един или повече градски отдели. Един от тях се определя за председател и често е наричан кмет, въпреки че има равни правомощия с другите.
- Длъжността на градския управител се налага все повече поради увеличаващата се сложност на проблемите, която изисква квалификация и опит в управлението, каквито избраните държавни служители често не притежават. В резултат повечето изпълнителни пълномощия, включително правоприлагането и предоставянето на услуги, се възлагат на професионални градски управители.

Властите в малките населени места, които не могат да бъдат определени като градове, се занимават с местни въпроси като уличните настилки и осветлението, водоснабдяването, полицейската и противопожарната защита, контрола над местното здравеопазване, сметосъбирането, отвеждането на отпадните води, събирането на местни данъци и с прякото ръководство на местните училища, в сътрудничество с щатските и окръжните власти.
Обикновено управлението се поверява на избран съвет, който може да носи най-различни имена: градски или селски съвет, съвет на надзорниците, съвет на членовете на комисии. Той може да има ръководител или председател, оглавяващ изпълнителната власт, или това може да върши избраният кмет. Между служителите в местната власт може да има секретар, касиер, полицаи и пожарникари, здравни и социални работници.

## Политически партии
Двете основни политически партии в САЩ са Демократическата партия и Републиканската партия. Съществуват и други по-малки партии.